# Mike Nardi
Michael Anthony Roman Nardi, detto Mike (Linden, 30 gennaio 1985), è un ex cestista e allenatore di pallacanestro statunitense con cittadinanza italiana.

## Carriera
Dopo il periodo universitario svolto presso la Villanova University, è stato messo sotto contratto nell'estate 2007 dalla S.S. Basket Napoli, che decise poco dopo di mandarlo in prestito a Montecatini in Legadue per la stagione 2007-08. L'esclusione di Napoli dai campionati professionistici lo ha poi portato a firmare un contratto con Avellino la stagione successiva, per poi accordarsi con la Paul Mitchell Pavia nel 2009. Nel 2010 completa il roster dell'Olimpia Armani Jeans Milano una settimana prima dell'inizio della stagione, dopo essersi allenato senza contratto con la stessa Olimpia durante la preseason.
Il 26 gennaio 2011 viene ingaggiato in Legadue fino al termine della stagione dalla Fulgor Libertas Forlì, squadra che otterrà la salvezza matematica alla penultima giornata grazie a un canestro di Nardi allo scadere.
Il 5 luglio firma un nuovo contratto con la squadra forlivese su base annuale, tuttavia un infortunio al tendine d'achille lo tiene fuori per tre mesi e mezzo. Rientrato a marzo, un'infiammazione allo stesso tendine d'achille lo costringerà a saltare anche le ultime partite del campionato.
Nel febbraio 2013 firma con gli olandesi del Matrixx Magixx fino al termine della stagione.
Nel 2014, dopo aver vinto la Divisione Nazionale A Silver con la Pallacanestro Mantovana, firma prima con il Basket Veroli, salvo poi rescindere e firmare prima dell'inizio della stagione con il Latina Basket.